# Piripiri

Ubicación de Piripiri en Piauí.

Piripiri es un municipio del estado de Piauí , Brasil. El área es de 1. 408.928 km ² aproximadamente. La ciudad tiene cerca de 61 840 hab. Piripiri puede ser clasificada como la cuarta ciudad más poblada del estado de Piauí, siendo superado solo por Teresina, Parnaiba y Picos. La Ciudad posee Tropical llegando a registrar temperaturas de 26 °C a 38 °C.

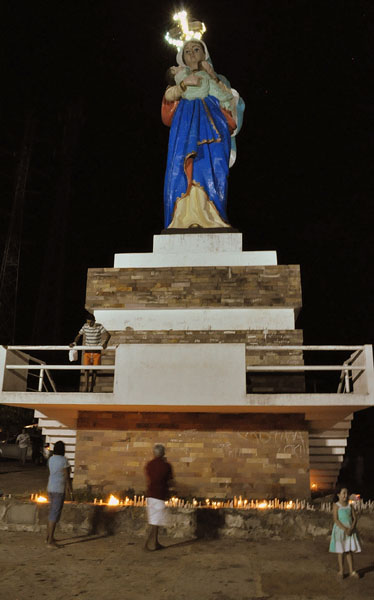
El Santuário de Nossa Senhora dos Remédios

Piripiri se destaca económicamente por ser la segunda mayor industria de confección del estado, produciendo cerca de 300 unidades de fibra, todas en micro y medianas empresas. Además de eso la ciudad se destaca en el turismo con varias atracciones como la "Presa Calderón".
Otros de las atracciones es El Santuário de Nossa Senhora dos Remédios, que tiene una enorme estatua.